# 라살 이시이
라살 이시이(일본어: ラサール 石井 라사루 이시이[*], 1955년 10월 19일 ~ )는 일본의 방송인, 배우, 연출가, 작가, 칼럼리스트이다. 본명은 이시이 아키오(石井朗夫, 다른 예명 石井章雄)이며, 모교인 라살 고등학교(ラ・サール高等学校)에서 예명을 따왔다.
2025년 제27회 일본 참의원 의원 통상선거에 사회민주당 소속 비례대표로 출마하여 당선되었다.